# اک-ارت
اک-ارت (به لاتین: Ak-Art) یک منطقهٔ مسکونی در قرقیزستان است که در استان اوش واقع شده‌است.

## خصوصیات
اک-ارت ۲٬۳۴۸ متر بالاتر از سطح دریا واقع شده‌است.